# Patrick Neu
Patrick Neu est un artiste français contemporain né en 1963. Il vit et travaille dans les Vosges du Nord. Il interroge le rapport entre les objets et les matériaux qu'il utilise, cire, ailes d'abeilles, cristal.

## Jeunesse et formation
Patrick Neu est né en 1963, il vit et travaille à Enchenberg, dans le département de la Moselle, en Lorraine, dans le Parc naturel régional des Vosges du Nord. 
Formé à l’École supérieure des arts décoratifs de Strasbourg, il obtient son diplôme en 1986. L'enseignement de l'artiste turc Sarkis est déterminant. 
En 2007, il participe, à l’invitation de Sarkis à deux expositions, l’une au Louvre et l’autre au Musée Bourdelle à Paris. En 1995, il est pensionnaire de la Villa Médicis à Rome. En 1999, il est pensionnaire à  la Villa Kujoyama à Kyoto. 
En 2008, le Frac Lorraine lui consacre sa première exposition monographique intitulée  L’instant n’en finit pas. 

## Œuvres
Les œuvres de Patrick Neu relèvent souvent de l'exploit technique et mettent en œuvre des gestes précis et des savoir-faire techniques. Il détourne les techniques traditionnelles et les matériaux pour un usage inédit.  
Il utilise l'encre de Chine pour réaliser une sculpture. 
Il utilise le noir de fumée pour reproduire des œuvres de  Jérôme Bosch, d’Holbein ou de Rubens. Il applique la suie à l'aide de bougies sur des plaques de verre ou des verres à pied en cristal. Il grave son dessin sur le noir de fumée. Le dessin n'est pas fixé.
Il utilise des ailes d'abeille pour réaliser une camisole de force.
Il propose  une armure en cristal réalisée aux Cristalleries de Saint-Louis. 
Il oppose la fragilité des matériaux à la force que représentent les objets. Il transgresse les codes. Il interroge la fragilité ou la force d’une substance dans une perspective singulière.
En parallèle de ses expérimentations sur les matériaux, il se consacre depuis le début des années 1990 à l'aquarelle sur papier. Tous les printemps il saisit sur papier pendant quinze jours la floraison de l'iris.
Les œuvres de Patrick Neu sont présentes dans les collections permanentes du Fnac à Paris, du Mamco à Genève, le musée d’Art moderne et contemporain de Strasbourg, des Frac Alsace,  Frac Lorraine et Frac des Pays de la Loire.

## Citations
« J’inverse les matériaux, les usages. Le cristal pour moi est à la fois coupant, lourd, fragile et transparent (…) Et son utilisation, par exemple pour un objet guerrier, me permet d’ouvrir le champ des interrogations… », Patrick Neu.
« Je fais mon travail.  J’ai du mal à dire de l’art, Le mot artiste me gêne aussi… », Patrick Neu.

## Expositions
- 8 décembre 2008 au 9 mars 2009 , L'instant n'en finit pas, FRAC Lorraine, Metz
- 28 octobre 2009 au 17 mai 2010, Dans la suie des images et les iris de la pensée, MAMCO, Genève
- 11 octobre 2012 au 1er janvier 2012,  Fondation d’entreprise Hermès, La Verrière, Bruxelles
- 24 juin 2015 au 13 septembre 2015, Palais de Tokyo, Paris
- 7 octobre 2018 au 17 mars 2019 , Abbaye de Maubuisson , Val d'Oise

## Catalogues d'expositions
- Frac Lorraine, Patrick Neu, Les Presses du réel, 2008, 112 p.,  (ISBN 978-2-91577-226-5), http://www.lespressesdureel.com/ouvrage.php?id=799
- Jean de Loisy, Katell Jaffrès, Patrick Neu, Palais de Tokyo, 2015,  (ISBN 978-2-84066-803-9)

### Filmographie
- Stéphane Manchematin et Serge Steyer, Le complexe de la salamandre, Mille et Une Films, Bix Films, 2014, 80 min